# Épiscope (christianisme)
Pour les articles homonymes, voir épiscope.
Un épiscope (du grec Επίσκοπος, episkopos : « surveillant », « responsable », « gardien » du dépôt de la foi) était dans les premières communautés chrétiennes le responsable chargé de veiller à la cohésion et à la fidélité de l'enseignement des apôtres à leur suite.  
Le mot a donné l'adjectif « épiscopal », toujours usité de nos jours dans le christianisme et désormais appliqué aux évêques.